# 赣州专区
赣州专区（1954年－1964年为赣南行政区），中华人民共和国江西省已撤销的专区，在今江西省南部。1949年设置，属赣西南行署区（副省级），专员公署驻赣州市。辖赣州市及赣县、大庾、安远、虔南、崇义、龙南、信丰、上犹、南康、定南10县。
1950年，撤销赣州专区，所辖市县由赣西南行署区直辖。
1951年，恢复赣州专区，由江西省直辖。1952年，原宁都专区所属雩都、会昌、石城、瑞金、兴国、宁都、寻邬7县划入赣州专区。辖1市、17县。
1954年，撤销赣州专区，改设赣南行政区；原属抚州专区的广昌县划入赣南行政区。辖1市、18县。
1957年，雩都县改称于都县；寻邬县改称寻乌县；虔南县改称全南县；大庾县改称大余县。
1964年，撤销赣南行政区，恢复赣州专区。
1970年，撤销赣州专区，改置赣州地区。